# Bali (Schiff)
Die Bali war ein norwegisches Kombischiff, das im Zweiten Weltkrieg von der deutschen Kriegsmarine requiriert und als Minenräumschiff eingesetzt wurde. Das ursprünglich englische Schiff beendete seine Laufbahn 1955 auf einem Felsen im Golf von Bengalen.

## Bau und technische Daten
Das Schiff wurde 1928 bei Swan, Hunter & Wigham Richardson Ltd. in Wallsend bei Newcastle upon Tyne mit der Baunummer 1268 gebaut und lief am 6. März 1928 auf deren Helling Neptune Yard im Stadtteil Low Walker vom Stapel. Es wurde im April 1928 an die Tyne Tees Steam Shipping Co. in Newcastle ausgeliefert und unter dem Namen Alnwick in Dienst gestellt. Das Schiff war 77,42 m lang und 11,76 m breit, hatte 4,37 m Tiefgang und war mit 1406 BRT und 610 NRT vermessen. Die Tragfähigkeit betrug 1449 tdw. Eine dreizylindrige Dreifach-Expansions-Dampfmaschine von Swan, Hunter & Wigham Richardson erzeugte 392 nominale PS und ermöglichte über eine Schraube eine Geschwindigkeit von bis zu 14 Knoten.

## Geschichte
Die Alnwick fuhr bis 1932 im Liniendienst zwischen Newcastle und Rotterdam, dann bis 1935 zwischen Newcastle und London. Gegen den aufkommenden Wettbewerb von Autobussen konnte dieser Dienst nicht aufrechterhalten werden, und das Schiff wurde 1935 an die norwegische Aktiengesellschaft Ganger Rolf verkauft, eine Tochtergesellschaft der Reederei Fred. Olsen & Co. in Kristiania/Oslo. Es wurde in Bali umbenannt und im Liniendienst von Oslo und Kristiansand nach Rotterdam und zurück eingesetzt.
Nach der Besetzung Norwegens durch die deutsche Wehrmacht wurde die Bali im Juli 1940 von der Kriegsmarine beschlagnahmt. Sie wurde umgebaut, mit zehn kleinen Motorpinassen zum Minenräumen und mehreren Flugabwehrkanonen ausgestattet und am 26. März 1941 unter der Bezeichnung MRS 3 und ihrem bisherigen Namen als sogenanntes Minenräumschiff, eigentlich als Mutterschiff von zehn Minenräumpinassen, im Befehlsbereich des Admirals der norwegischen Nordküste in Dienst gestellt. Das Schiff führte selbst keine Minenräumarbeiten aus, sondern setzte zu diesem Zweck die kleinen, auf Deck mitgeführten Pinassen aus, für deren Besatzungen es als Wohnschiff diente. Neben Minenräumaufgaben wurde die Bali auch zum Geleitschutz in Nordnorwegen eingesetzt. Dabei entging sie am 7. November 1941 einem Torpedoangriff des britischen U-Boots Trident nördlich des Laksefjords bei 71° 6′ N, 26° 57′ O, östlich des Nordkaps.
Zum Zeitpunkt der Kapitulation der deutschen Streitkräfte in Norwegen am 8. Mai 1945 befand sich das Schiff in Sandnessjøen. Es wurde am 16. Juli 1945 dem rechtmäßigen Eigner, der Fred. Olsen & Co., zurückgegeben und dann bis 1951 auf der Strecke Oslo-Newcastle, danach auf der Route Oslo-Antwerpen eingesetzt.
1952 wurde das Schiff an den staatlichen Burmese Shipping Board in Burma verkauft, der es in Pyidawtha umbenannte. Mit Heimathafen Rangun transportierte die Pyidawtha Stückgut und Passagiere in der burmesischen Küstenschifffahrt im Golf von Bengalen. Am 6. Mai 1955, auf einer Fahrt von Rangoon nach Sittwe, lief sie unweit von Kyaukpyu bei 19° 27′ N, 93° 31′ O auf felsigen Grund und musste als Totalverlust aufgegeben werden.